# San Giovanni del Dosso
San Giovanni del Dosso (San Giuàn dal Dòs in dialetto basso mantovano) è un comune italiano di 1 240 abitanti della provincia di Mantova in Lombardia.
La località si trova ai confini con la regione dell'Emilia-Romagna e il suo nome attesta la venerazione per il santo patrono del paese. La specifica identifica una caratteristica del luogo: la presenza di un dosso, un piccolo rialzo. Dal febbraio 2014, con i comuni di Pieve di Coriano, Quingentole, Revere, San Giacomo delle Segnate, Schivenoglia e Villa Poma, fa parte dell'Unione dei comuni Isola Mantovana".

## Geografia fisica
Il territorio del comune risulta compreso tra i 13 e i 16 metri sul livello del mare.
L'escursione altimetrica complessiva risulta essere pari a 3 metri.

## Origini del nome
Il toponimo Dosso, chiamato anche "Dosso della Scaffa" o "Podium della Scaffa", è stato ritrovato in un documento del 1332 per descrivere la località (piccolo rilievo) oggetto di una contesa relativa ai confini tra i signori di Mirandola e Mantova. Anche in un documento del 1475 di Andrea da Schivenoglia il luogo viene chiamato Dosso della Scaffa verso la Gardignagolla - Gardignola.

## Storia
Posto nel cuore dell'Oltrepò mantovano, San Giovanni del Dosso sorge nei pressi della sponda destra del fiume Po, che ne ha sempre condizionato l'esistenza e le vicende.
La zona che ha dato origine all'attuale paese centro abitato era, nella preistoria, una grande palude.
Le origini di San Giovanni sono antichissime e risalgono all'epoca della dominazione romana.
Nell'agosto del 1996 nella cava d'argilla Begnarde fu scoperto un pozzo di epoca romana. All'interno fu rinvenuta una grande quantità di materiali: vasellame, oggetti in metallo, ossi lavorati, resti lignei di rara importanza, che oggi sono visibili nell'allestimento di archeologia del territorio mantovano presso il Museo archeologico nazionale di Mantova. Quattro anni dopo questa scoperta, nell'estate 2000, sono venuti alla luce altri elementi all'interno della cava di argilla. Sulla sommità di due dossetti si notavano infatti delle strutture murarie, sigillate da un livello di terreno torboso nero, segno di un periodo di stagnazione dell'acqua al di sopra delle rovine degli edifici. Le cime dei due dossetti distano fra loro circa 28 metri, e su di essi sono documentati i resti di due edifici, il primo dei quali è una villa abitativa a pianta quadrata con quattro ambienti e un portico. Davanti alla casa si è scoperto un pozzo costruito con la stessa tecnica di quello trovato nel 1996. Nel bonificare le pendici del dosso da un consistente strato di laterizi di scarto sono stati ritrovati frammenti di vasi, piatti, vetri e monete.
Anche queste testimonianze di vita quotidiana suggeriscono che il luogo fosse abitato almeno dal I secolo a.C. fino al II secolo d.C., e sicuramente in quell'epoca fu abbandonato a causa di una piena del Po. I ritrovamenti delle Begnarde, sia quello del 1996 che quello del 2000, hanno aperto una grande finestra sul passato di quest'area di pianura padana in età romana.
Possiamo immaginare San Giovanni del Dosso come un'area ricca e fertile, costellata da edifici dove aveva luogo sia la vita abitativa che quella produttiva, legata ad agricoltura e artigianato.
Ai margini della zona paludosa si sviluppò nel Medioevo il paese di San Giovanni e venne costruita una chiesa matildica sulle cui fondamenta, nel 1616, fu eretta l'attuale parrocchiale dedicata a San Giovanni Battista.
Nell'Alto Medioevo notevole importanza ebbe la frazione di Brazzuolo. Posta sul fiume Bondeno, essa rappresentava un punto di controllo della navigazione fluviale, con l'assoggettamento a balzelli.
Un curioso episodio avvenne nel 1878, quando i fedeli di San Giovanni, rifiutando il parroco nominato dal vescovo, elessero con un plebiscito un loro parroco. Lo scisma fu ricomposto soltanto dopo due anni.
Nel 1924 San Giovanni, sino ad allora frazione del comune di Quistello, venne dichiarato comune autonomo.
San Giovanni del Dosso è stato duramente colpito dai terremoti dell'Emilia del 2012 che hanno provocato gravi danni alle strutture agricole e alcune lesioni agli edifici più vecchi ed alle abitazioni.

### Simboli
Lo stemma e il gonfalone sono stati concessi con DPR del 4 maggio 1951.
Nello stemma sono raffigurate, su fondo di rosso, due fasce ondate d'argento tra le quali stanno due spade incrociate.
Il gonfalone è un drappo troncato di rosso e di bianco.

## Monumenti e luoghi d'interesse
- Chiesa di san Giovanni Battista. Costruita su fondazioni e successivamente nel 1800. La facciata presenta due corpi laterali più bassi ed è armoniosamente segnata da colonne. All'interno è presente un grande quadro di Giuseppe Bazzani intitolato Battesimo di Gesù e risalente al 1737. La chiesa è stata fortemente danneggiata dai terremoti emiliani del 2012, che hanno causato il crollo del frontone della facciata nonché di parti della volta interna.

## Società

### Evoluzione demografica
Abitanti censiti

Il comune di San Giovanni del Dosso ha fatto registrare nel censimento del 1991 una popolazione pari a 1.224 abitanti. Nel censimento del 2001 ha fatto registrare una popolazione pari a 1.180 abitanti, mostrando quindi nel decennio 1991-2001 una variazione percentuale di abitanti pari al -3,59%.
Gli abitanti sono distribuiti in 440 nuclei familiari con una media per nucleo familiare di 2,68 componenti.

## Cultura
La  sagra paesana si svolge nella prima domenica di luglio e "I Presepiari" nei mesi di dicembre e gennaio.

## Economia
L'economia di San Giovanni del Dosso è legata principalmente all'agricoltura e all'allevamento.
Risultano insistere sul territorio del comune 33 attività industriali con 172 addetti pari al 51,34% della forza lavoro occupata, 22 attività di servizio con 38 addetti pari al 6,57% della forza lavoro occupata, altre 31 attività di servizio con 88 addetti pari all'11,34% della forza lavoro occupata e 6 attività amministrative con 36 addetti pari al 9,25% della forza lavoro occupata.
Risultano occupati complessivamente 335 individui, pari al 28,39% del numero complessivo di abitanti del comune.